# Martina Favaretto (Leichtathletin)
Martina Favaretto (* 31. Januar 1995 in Mestre) ist eine italienische Leichtathletin, die sich auf 100- und 200-Meter-Läufe spezialisiert hat und vor allem mit der 4-mal-100-Meter-Staffel erfolgreich ist.  

## Sportliche Laufbahn
In ihrer Jugend- und Juniorinnenzeit war Martina Favaretto auf nationaler Ebene sehr erfolgreich, nahm aber an keinen wichtigen internationalen Meisterschaften teil. Erst 2015 qualifizierte sie sich für eine Teilnahme an den U23-Europameisterschaften im estnischen Tallinn. Dort schied sie über 100 Meter im Vorlauf aus, gewann aber Silber mit der italienischen 4-mal-100-Meter-Staffel.

## Bestleistungen
- 100 m: 11,79 s (+1,0 m/s), 12. Juni 2015 in Rieti
  - 60 m (Halle): 7,54 s, 23. Februar 2014 in Ancona
- 200 m: 24,19 s (+1,1 m/s), 13. Juni 2015 in Rieti